# 薩米特 (伊利諾伊州)
薩米特（英語：Summit）是位於美國伊利諾伊州庫克縣的一個村落。

## 地理
薩米特的座標為41°47′00″N 87°49′00″W / 41.78333°N 87.81667°W，而該地最高點為海拔高度187米（即614英尺）。

## 人口
根據2010年美國人口普查的數據，薩米特的面積為5.85平方千米，當中陸地面積為5.49平方千米，而水域面積為0.36平方千米。當地共有人口11054人，而人口密度為每平方千米1,889人。